# Jade (rivier)
De Jade is een rivier en een zeearm in Duitsland, gelegen tussen de mondingen van de Eems en de Wezer in de Noordzee. De zeearm maakt deel uit van de Waddenzee.
Het onbevaarbare riviertje de Jade ontspringt ten noorden van Oldenburg en stroomt na 22 kilometer in de Jadeboezem, die zich ter hoogte van Wilhelmshaven sterk versmalt. Vanaf hier heet de zeearm weer gewoon Jade, waarbij onderscheid kan worden gemaakt tussen de Binnenjade (Innenjade, zuidelijk van het eiland Mellum) en de Buitenjade (Aussenjade). Hier vloeit de stroom samen met die van de Wezer.
De Jadeboezem is in de Middeleeuwen ontstaan ten gevolge van een reeks stormvloeden en kreeg in 1725 ten gevolge van bedijking zijn huidige vorm. Pas in 1856 begon de bouw van de grootste stad aan de zeearm, de (marine)havenstad Wilhelmshaven. Schepen die de havenstad willen bereiken maken veelal gebruik van de verkeersscheidingsstelsels op de Noordzee en de vuurtorens Mellumplate en Arngast.
Midden in de Jadeboezem staat de vuurtoren Arngast, op de plaats waar eerder een eiland heeft gelegen.
De Jade wordt sinds 1897 door het Eems-Jadekanaal (Ems-Jade-Kanal) verbonden met Emden aan de Eems.
's Zomers is er een veerdienst tussen Wilhelmshaven aan de Oost-Friese kant en Eckwarderhörne op het schiereiland Butjadingen (niet voor auto's).
- Gemeinsame Normdatei: 4243097-5